# Euphony Bree
Pour les articles homonymes, voir Bree.
L'Euphony Bree, officiellement vzw Breese Basketbalclub BBC était un club belge de basket-ball basé dans la ville de Bree.

## Historique
Depuis le début des années 2000, l'Euphony Bree a enchaîné les bons résultats en championnat, lui permettant, après son titre en 2005, de jouer la Coupe ULEB 2005-06.

## Anciens noms
- Avant 2000 : Hans Verkerk Keukens
- 2000-2001 : Bingoal
- 2001 : Stretch Top
- 2001-2004 : Quatro
- 2004-2010 : Euphony Bee

## Palmarès
- Champion de Belgique : 2005

## Joueurs marquants
Conlan Travis
Lynch Brian
Dupont Yves
Cantamessa Jim
Huggins Roger
Hodge Odell
Jenkins Julius

## Entraîneurs marquants
- Paul Vervaeck  (1998-2004)
- Chris Finch  (2004-2007)